# Erwin Bumke

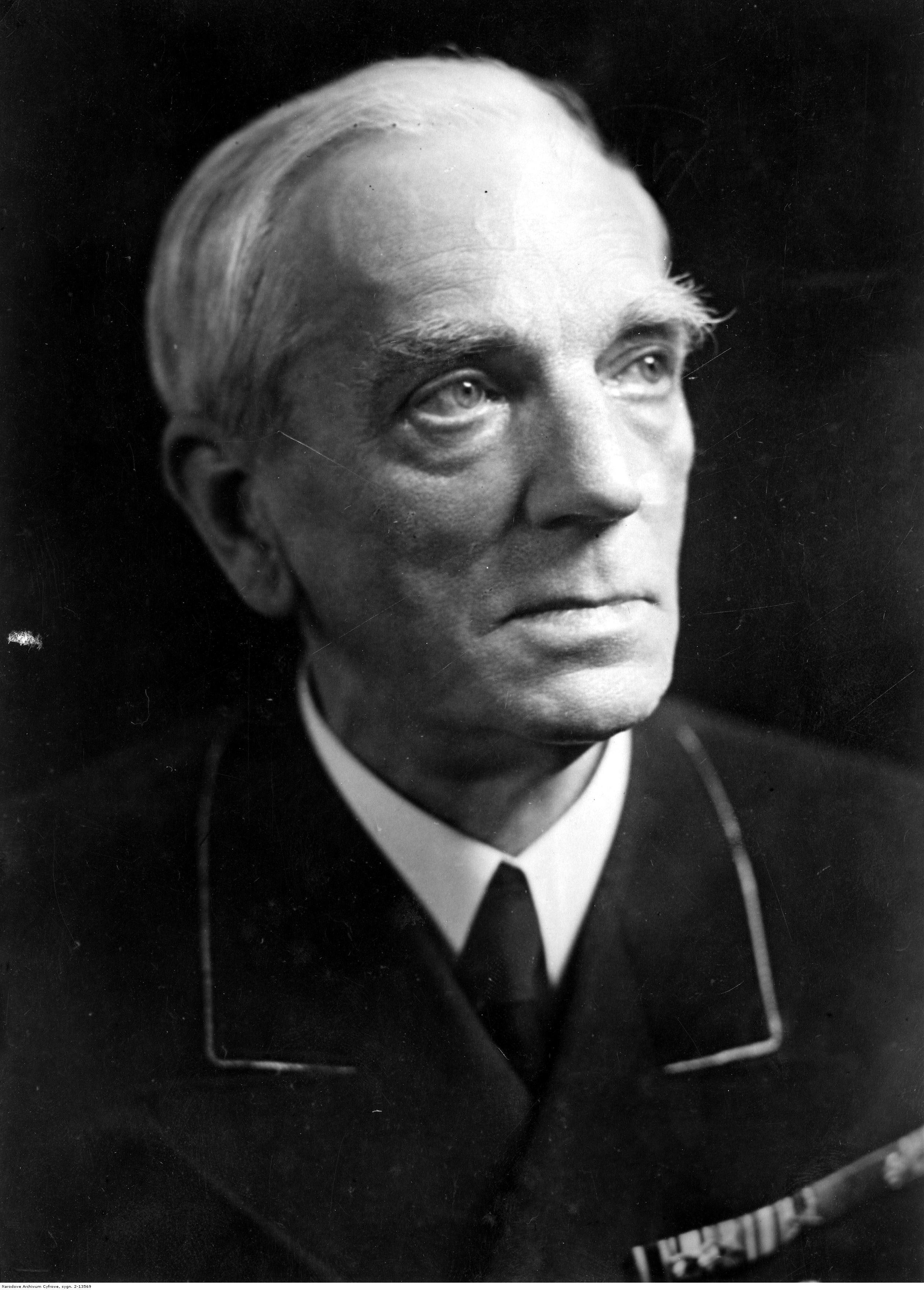
Erwin Bumke (undatiert)

Erwin Konrad Eduard Bumke (* 7. Juli 1874 in Stolp (Pommern); † 20. April 1945 in Leipzig) war ein deutscher Jurist und Reichsgerichtspräsident.

## Leben
Erwin Bumkes Familie entstammte dem pommerschen Bürgertum, sein Vater war Arzt und seine Mutter Tochter eines Fabrikbesitzers. Sein Bruder Oswald Bumke wurde als Psychiater bekannt, sein anderer Bruder Siegfried Bumke wurde Richter.
Verheiratet war Bumke mit Eva von Merkatz, Tante des späteren Bundesministers Hans-Joachim von Merkatz. Beide Söhne Erwin und Wolfgang Bumke fielen 1942 bzw. 1945 im Krieg.
Nach dem Studium der Rechtswissenschaft in Freiburg, Leipzig, München, Berlin und Greifswald wurde er 1896 an der Königlichen Universität Greifswald promoviert.
Von Ende März 1897 bis Ende September 1897 war Bumke am Landgericht seiner Heimatstadt tätig. Anschließend leistete er für zwei Jahre freiwillig Militärdienst beim 2. Pommerschen Feldartillerie-Regiment Nr. 17 in Thorn, hier wurde er Ende 1899 zum Leutnant der Reserve befördert. Er kehrte an das Landgericht zum Referendardienst zurück und absolviert 1902 seine Große juristische Staatsprüfung. In der Folge nimmt er kurzzeitig eine Hilfsstelle am Landgericht Stettin an, gibt diese aber auf und begibt sich auf Reisen. Bumke kehrt nach Deutschland zurück und trat 1905 eine Stelle als Landrichter in Essen an. Ab 1907 begann er für das Reichsjustizamt, das spätere Reichsministerium der Justiz, zu arbeiten. Dort wurde er 1909 zum Geheimen Regierungsrat ernannt.
Am Ersten Weltkrieg nahm Bumke als Hauptmann teil. Erst diente er als Leutnant der Landwehr bei der Feldartillerie und wurde später mit Stabsaufgaben betraut. Nach Kriegsende kehrte er zum Reichsministerium zurück.
Zwischen 1919 und 1929 war Bumke Mitglied der national-konservativen DNVP. Während des „Dritten Reiches“ war Bumke ab Juli 1933 förderndes Mitglied der SS und trat zum 1. Mai 1937 der NSDAP bei (Mitgliedsnummer 4.819.983). Bumke gehörte vor allem neben dem Reichsjustizminister Franz Gürtner und dem Staatssekretär und kommissarischen Reichsjustizminister Franz Schlegelberger zu den national-konservativen Juristen im Justizdienst, die sich willfährig in den Dienst des Dritten Reichs stellten.
Als Leiter der Abteilung II (Strafsachen) und Ministerialdirektor am Reichsministerium der Justiz bereitete er unter anderem die Reichstagsvorlage zu einem neuen Strafgesetzbuch von 1927 vor, die freilich nicht mehr zum Abschluss kam.
Im Jahr 1929 wurde Bumke als Nachfolger von Walter Simons Reichsgerichtspräsident. 1930 wurde Bumke Präsident der internationalen Strafrecht- und Gefängniskommission. Unter seiner Leitung erklärte der Staatsgerichtshof für das Deutsche Reich in der Hauptsacheentscheidung vom 25. Oktober 1932 die (Not-)Verordnung des Reichspräsidenten, betreffend die Wiederherstellung der öffentlichen Sicherheit und Ordnung im Gebiet des Landes Preußen vom 20. Juli 1932 (RGBl. I, S. 377) für verfassungsgemäß, soweit sie den Reichskanzler zum Reichskommissar für Preußen bestellte und diesen ermächtigte, preußischen Landesministern vorübergehend Amtsbefugnisse zu entziehen und diese Befugnisse selbst zu übernehmen oder anderen Reichskommissaren zu übertragen (siehe Preußenschlag).
Im Dezember 1932 hatte der Reichstag die Weimarer Reichsverfassung (WRV) geändert. Seitdem war gem. Art. 51 Abs. 1 nicht mehr der Reichskanzler, sondern der Reichsgerichtspräsident der Vertreter eines verhinderten Reichspräsidenten. Das Gleiche galt gem. Art. 51 Abs. 2 WRV auch im Falle einer „vorzeitigen Erledigung der Präsidentschaft bis zur Durchführung der neuen Wahl“. Beim Tod von Reichspräsident Paul von Hindenburg am 2. August 1934 ging man hierüber aber ohne weiteres hinweg. Stattdessen verkündete die von Reichskanzler Adolf Hitler angeführte Reichsregierung das Gesetz über das Staatsoberhaupt des Deutschen Reichs.
Bumke war Vorsitzender des Dritten Strafsenats für „Blutschutz“. Am 23./24. April 1941 war er Teilnehmer der Schlegelberger-Konferenz in Berlin, bei der die Krankenmorde der Aktion T4 als „Vernichtung lebensunwerten Lebens“ gebilligt wurden. Das Todesurteil, das das Reichsgericht unter persönlicher Leitung Erwin Bumkes gegen Ewald Schlitt 1942 verhängte, war „nichts anderes [...] als ein Justizmord.“
Zwei Tage nach dem Einmarsch der Amerikaner in Leipzig beging Bumke am 20. April 1945 Suizid.

## Ehrungen
Zeitgleich zu der Ernennung zum Präsidenten des Reichsgerichts verlieh ihm die Friedrich-Wilhelms-Universität zu Berlin die Ehrenpromotion (Dr. hc.).
Im Jahr 1939 verlieh ihm Adolf Hitler die Goethe-Medaille für Kunst und Wissenschaft.

## Nachleben
In der Zeit des Nationalsozialismus war Bumke für eine Reihe von Unrechtsurteilen verantwortlich. Möglicherweise fehlte deshalb im Bundesgerichtshof in Karlsruhe bei den Porträts aller Reichsgerichtspräsidenten lange Zeit das von Erwin Bumke. Heute finden sich dort keine Porträts der ehemaligen Präsidenten des Reichsgerichts mehr, sondern nur noch die der früheren BGH-Präsidenten.

## Werke (Auswahl)
- Hat die erfüllte Resolutivbedingung dingliche Kraft?, Greifswalder Dissertation 1896
- Verordnung über Gerichtsverfassung und Strafrechtspflege v. 04. Januar 1924, Berlin 1924.
- Deutsches Gefängniswesen. Ein Handbuch, Berlin 1928.
- Gerichtsverfassungsgesetz und Strafprozeßordnung. Mit Nebengesetzen in der vom 13. Januar 1927 geltenden Fassung; Textausgabe mit einer Einführung in die Vorschriften der Novelle vom 27. Dezember 1926, Berlin 1927.
- Zwei Entscheidungen zu Art. 48 der Reichsverfassung, Berlin 1932.